# دانیفن (میزوری)
دانیفن (به انگلیسی: Doniphan) یک منطقهٔ مسکونی در ایالات متحده آمریکا است که در شهرستان ریپلی، میزوری واقع شده‌است. دانیفن ۳٫۵۷ کیلومتر مربع مساحت و ۱٬۹۹۷ نفر جمعیت دارد و ۱۲۲ متر بالاتر از سطح دریا قرار دارد.